# موهينغا

موهينغا هي طبق يتكون من نودلز الأرز وحساء السمك من ميانمار ويعتبر جزء رئيسي في المطبخ البورمي، ويعتبره الكثيرون الطبق الوطني في ميانمار.